# Калкашу (језеро)
Калкашу (енгл. Calcasieu Lake) је језеро у Сједињеним Америчким Државама. Налази се на територији америчке савезне државе Луизијана. Површина језера износи 199 km².